# No cafezal
No cafezal é uma pintura de Georgina de Albuquerque. A data de criação é 1926. Está localizada em Pinacoteca do Estado de São Paulo. Pintura histórica, adota uma temática social.

## Descrição
A obra foi produzida com tinta a óleo e suas medidas são: 100 centímetros de altura e 138 centímetros de largura.
Faz parte de Pinacoteca do Estado de São Paulo.
Retrata oito camponesas e um camponês, uma plantação de café,. Destaca-se, no primeiro plano, uma mulher, com roupas em tom azul pastel, em harmonia com a cor do céu na pintura. O trabalho no campo é representado de modo delicado e a luminosidade é difusa, dando uma singular expressão a cada camponesa. O gênero, a raça e a classe das figuras retratadas são marcados por detalhes, como indumentárias e até atitudes. Não há registro sobre o contexto em que a obra é produzida, se a partir de observação em uma fazenda ou se a partir de registros fotográficos.
Há uma tela homônima de Albuquerque, exposta no 1o Salão Paulista de Belas Artes, em 1934, e atualmente desaparecida.

## Contexto

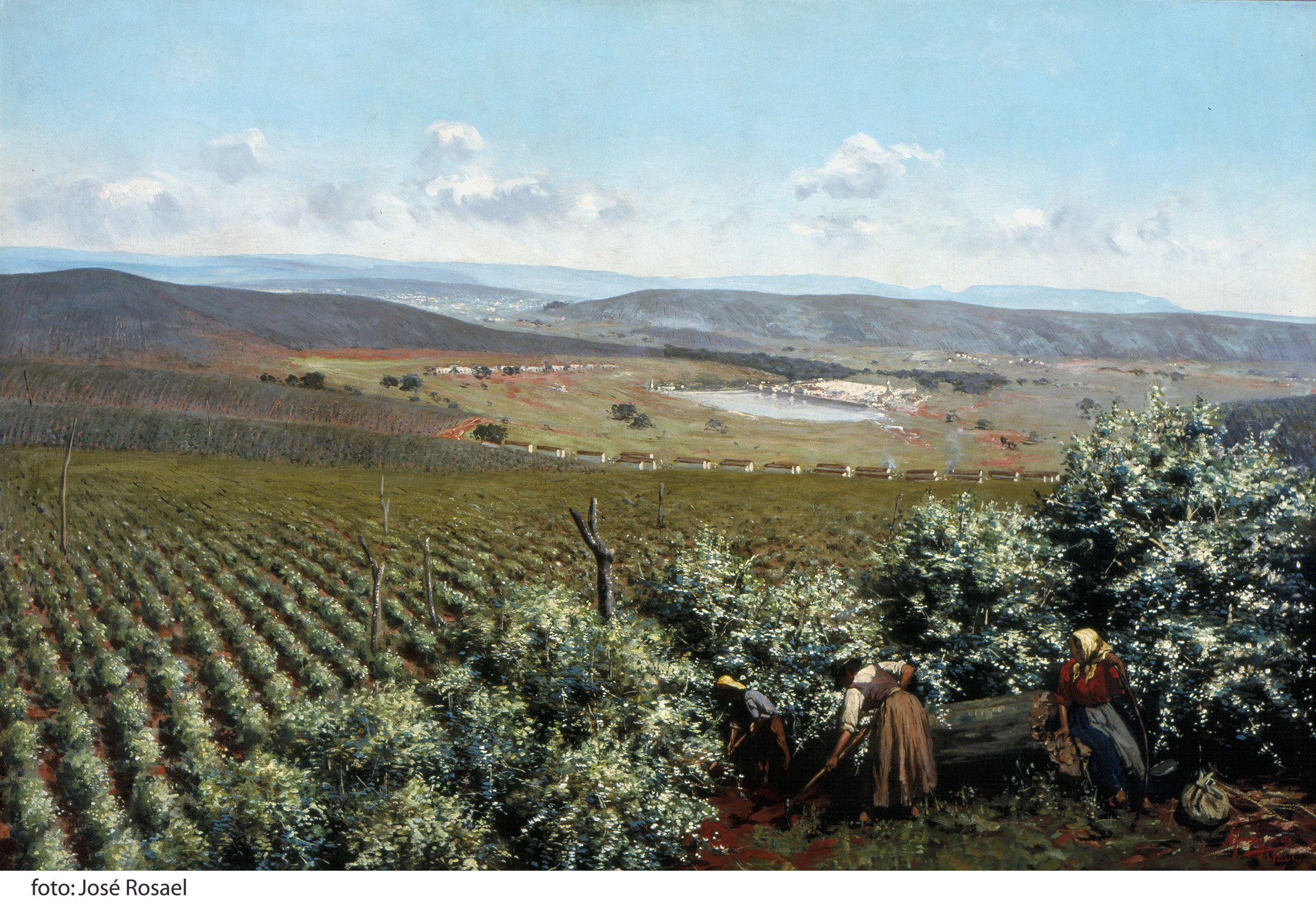
Florada de café, de Antonio Ferrigno.Acervo do Museu Paulista.

No cafezal foi possivelmente produzida para as celebrações do bicentenário do início simbólico da produção cafeeira no Brasil, que ocorreram a partir de 1927. Sabe-se que a obra não foi realizada por encomenda de fazendeiros, o que aliás a diferencia de produções do mesmo período, como séries de pinturas de Antonio Ferrigno e de Rosalbino Santoro. Em comparação com Florada de café, de Ferrigno, por exemplo, Albuquerque opta por limitar a presença da paisagem, dando maior ênfase e protagonismo às camponesas, enquanto o pintor propõe-se a salientar a extensão da Fazenda Santa Gertrudes e atuou praticamente como uma pintura-propaganda do governo brasileiro na Exposição Universal de Saint Louis.

## Análise
As mulheres são retratadas trabalhando, enquanto o único homem da pintura aparenta não capinar. A cientista social Manuela Nogueira nota que:
| “ | A figura masculina do quadro é representada de maneira não heroica, ou seja, sem idealizações. Embora o tema tenha como um dos motes enobrecer o trabalho no campo, somente as mulheres trabalham a terra, o inverso do que é socialmente esperado. O homem possivelmente parou para descansar, já que ainda segura nas mãos o instrumento de seu trabalho. | ” |

A obra de Albuquerque confere uma posição não doméstica ao trabalho feminino. De certo modo, com isso, a artista quebra com uma tradição da pintura histórica de retratar principalmente homens no trabalho, especialmente no campo. O protagonismo feminino na lavoura cafeeira por Albuquerque, ademais, parece estar de acordo com descrições documentais e registros fotográficos desse tipo de atividade econômica. Ademais, segue Manuela Nogueira:
| “ | Pode-se inferir que o fato de Georgina optar por inserir as telas no circuito artístico, tendo como temática principal a mulher em situação de trabalho, justamente num momento em que o trabalho foi considerado uma atividade central para a nação, como símbolo do ideário estadonovista, pode revelar o desejo da artista de participar do campo com obras que inovassem as relações entre trabalho e gênero; obras essas que rompem com as dicotomias entre arte acadêmica x arte modernista, posto que, como se pretendeu mostrar, dialogam com outros artistas e pinturas oriundos das mais diversas escolas. | ” |

A pintura foi descrita como retratando a mulher republicana brasileira, num período de intensificação do trabalho feminino.

## Recepção
A pintura foi exposta pela primeira vez em 1926, numa exposição em São Paulo, provavelmente com o nome No cafesal - São Paulo. Erroneamente, a data da obra é às vezes marcada como sendo de 1930.
Albuquerque também expôs o quadro na sala D da 37a Exposição Geral de Belas Artes, em 1930, e no Salão Nacional de Belas Artes, em 1940.
O quadro é premiado em 1942 no 8o Salão Paulista de Belas Artes, o que motiva em 1951 a aquisição pela Pinacoteca do Estado de São Paulo, tal qual descrito em carta do então diretor do museu, Tulio Mugnaini, a Albuquerque.